# بين هيل (باركشير)
بين هيل (بالإنجليزية: Boyn Hill)‏ هي قرية تقع في المملكة المتحدة في جنوب شرق إنجلترا.